# Michael Pataki
Michael Pataki (Youngstown (Ohio), 16 januari 1938 - 15 april 2010) was een Amerikaans acteur die in ongeveer 150 producties voor film en tv verscheen. Pataki had een carrière van meer dan 50 jaar.
Paraki studeerde af aan de universiteit van South California. In 1958 maakte hij zijn speelfilmdebuut; hij speelde een piepkleine rol in de film 10 North Frederick. Het was echter zijn toneeltalent in de zomer van 1966 dat waardoor de carrière van Pataki gelanceerd werd. Hij trad toen op in Edinburgh tijdens een zomerfestival.
Meestal wordt Pataki gecast voor gemene en onaardige karakters, hoewel hij af en toe ook meer sympathiekere rollen vertolkte. Zijn rol als de gemene bloedzuiger Caleb Croft in de film Grave of the Vampire wordt goed gewaardeerd. Ook zijn rol als gemene biker Snake in The Dirt Gang of gijzelnemer Wilson in Airport '77 zijn gerenommeerde rollen. Verder was hij onder meer te zien in Rocky IV, Halloween 4: The Return of Michael Myers, The Andromeda Strain en Easy Rider.
Verder vertolkte Pataki vele gastrollen in televisieseries, waaronder in All in the Family, Happy Days, McCloud, Columbo en Airwolf.
De laatste jaren sprak hij veelal stemmen in voor cartoons, zoals voor Dexter's Laboratory, The Ren & Stimpy Show en Mighty Mouse, the New Adventures. Ook gaf hij acteerlessen.

## Filmografie
- The Young Lions (1958) - Soldaat Hagstrom (Niet op aftiteling)
- Ten North Frederick (1958) - Schurk op parkeerplaats (Niet op aftiteling)
- M Squad Televisieserie - Sid Davie (Afl., Dead of Alive, 1958)
- Letter to Loretta Televisieserie - Stanley Cutler (Afl., Vengeance Is Thine, 1959)
- Not for Hire Televisieserie - Willie (Afl., A Matter of Courage, 1960)
- Hawaiian Eye Televisieserie - Bobo (Afl., The Contenders, 1960)
- Ripcord Televisieserie - Joe Bartram (Afl., The Condemned, 1961)
- The Case of the Dangerous Robin Televisieserie - Rol onbekend (Afl., The Strad, 1961)
- The Twilight Zone Televisieserie - Jeepbestuurder (Afl., A Quality of Mercy, 1961, niet op aftiteling)
- Rockabye the Infantry (Televisiefilm, 1963) - Sergeant Webb
- Combat! Televisieserie - G.I. Radio Man (Afl., Ambush, 1963)
- Rawhide Televisieserie - Anselmo (Afl., A Man Called Mushy, 1964)
- Bob Hope Presents the Chrysler Theatre Televisieserie - Jonge Mike Kirsch (Afl., A Slow Fade to Black, 1964)
- Slattery's People Televisieserie - John Frankic (Afl., Question: What Did You Do All Day, Mr. Slattery?, 1965)
- My Favorite Martian Televisieserie - Johnny (Afl., A Martian Fiddles Around, 1965)
- Voyage to the Bottom of the Sea Televisieserie - Officier (Afl., The Exile, 1965)
- Ben Casey Televisieserie - Dr. Cellini (Afl., Did Your Mother Come from Ireland, Ben Casey?, 1965)
- Bob Hope Presents the Chrysler Theatre Televisieserie - Johnny Ridzik (Afl., The Crime, 1965)
- Batman Televisieserie - Amenophis Tewfik (Afl., The Spell of Tut, 1966|Tut's Case Is Shut, 1966)
- Felony Squad Televisieserie - Andy (Afl., Breakout, 1967)
- Run for Your Life Televisieserie - Dr. Alex Rothman (Afl., Better World Next Time, 1967)
- Mission: Impossible Televisieserie - Ed (Afl., The Psychic, 1967)
- Mr. Terrific Televisieserie - Andre (Afl., Try This on for Spies, 1967)
- Garrison's Gorillas Televisieserie - Robbie (Afl., The Deadly Masquerade, 1967)
- Dundee and the Culhane Televisieserie - Charlie Hughes (Afl., The 1000 Feet Deep Brief, 1967)
- Star Trek Televisieserie - Korax (Afl., The Trouble with Tribbles, 1967)
- Mannix Televisieserie - Rol onbekend (Afl., The Girl in the Frame, 1968)
- Crazy World, Crazy People (Televisiefilm, 1968) - Verschillende rollen
- Easy Rider (1969) - Mime #4
- Five the Hard Way (1969) - J.C.
- Dream No Evil (1970) - Rev. Jesse Bundy
- The Flying Nun Televisieserie - Roberto (10 afl., 1967-1970)
- The Silent Force Televisieserie - Gevangene (Afl., Prosecutor, 1970)
- The Return of Count Yorga (1971) - Joe
- Dan August Televisieserie - Eddie Downs (Afl., Trackdown, 1971)
- The Andromeda Strain (1971) - Operator of 'The Hands' (Niet op aftiteling)
- They Call It Murder (Televisiefilm, 1971) - Pete Cardiff
- Cade's County Televisieserie - Ward Cramer (Afl., The Brothers, 1972)
- Bonanza Televisieserie - Nicholas Kosovo (Afl., Frenzy, 1972)
- Brute Corps (1972) - Rol onbekend
- Columbo: Étude in Black (Televisiefilm, 1972) - Sam
- The Dirt Gang (1972) - Snake
- The Rookies Televisieserie - Boone (Afl., Rabbits on the Runway, 1972)
- Cannon Televisieserie - Orville Britton (Afl., To Ride a Tiger, 1973)
- The Black Bunch (1973) - Rol onbekend
- The Baby (1973) - Dennis
- All in the Family Televisieserie - Det. Sgt. Roselli (Afl., The Taxi Caper, 1973)
- Search Televisieserie - Pierre Karim (Afl., The Packagers, 1973)
- Sweet Jesus, Preacher Man (1973) - Senator Sills
- Little Cigars (1973) - Monteur in garage
- A Man for Hanging (Televisiefilm, 1973) - Romero
- Shaft Televisieserie - Sonny Bruckner (Afl., The Killing, 1973)
- Last Foxtrot in Burbank (Televisiefilm, 1973) - Paul
- Grave of the Vampire (1974) - Caleb Croft
- The Bat People (1974) - Sergeant Ward
- Indict and Convict (Televisiefilm, 1974) - Rol onbekend
- Kung Fu Televisieserie - Buskirk (Afl., The Cenotaph: Part 1 & 2, 1974)
- The Last Porno Flick (1974) - Rol onbekend
- Amy Prentiss Televisieserie - Rol onbekend (Afl., The Desperate World of Jane Doe, 1974)
- Carnal Madness (1975) - Carl C. Clooney
- Paul Sand in Friends and Lovers Televisieserie - Charlie Dreyfuss (Afl. onbekend, 1974-1975)
- The Invisible Man Televisieserie - Tandi (Afl., The Fine Art of Diplomacy, 1975)
- Get Christie Love! Televisieserie - Pete Gallagher (Afl. onbekend, 1975)
- All-American Hustler (1976) - Carols vriendje (Niet op aftiteling)
- Harry O Televisieserie - Bargo (Afl., Mister Five and Dime, 1976)
- Ellery Queen Televisieserie - Albert Russo (Afl., The Adventure of the Judas Tree, 1976)
- McCloud Televisieserie - Officer Rizzo (Afl., This Must Be the Alamo, 1974|The Day New York Turned Blue, 1976)
- Baretta Televisieserie - Mousso (Afl., The Blood Bond, 1976)
- Good Heavens Televisieserie - Ray Sherwood (Afl., Good Neighbor Maxine, 1976)
- The Call of the Wild (Televisiefilm, 1976) - Vreemdeling
- Happy Days Televisieserie - Graaf Mallachi (Afl., Fonzy Loves Pinky: Part 1, 2 & 3, 1976)
- Benny and Barney: Las Vegas Undercover (Televisiefilm, 1977) - Sergeant Ross
- All in the Family Televisieserie - Lichtenrauch (Afl., Archie's Chair, 1977)
- Airport '77 (1977) - Wilson
- Little House on the Prairie Televisieserie - Stanley Novack (Afl., To Run and Hide, 1977)
- McCloud Televisieserie - Reporter (Afl., McCloud Meets Dracula, 1977)
- The Hardy Boys/Nancy Drew Mysteries Televisieserie - Hulpsheriff Foley (Afl., Mystery of the Solid Gold Kicker, 1977)
- The Amazing Spider-Man (Televisiefilm, 1977) - Kapitein Barbera
- The Tony Randall Show Televisieserie - Kapitein Roberts (Afl., The Taking of Reubner, 1977)
- Superdome (Televisiefilm, 1978) - Tony Sicota
- Barney Miller Televisieserie - Marvin Lindsay (Afl., Rape, 1978)
- Ruby and Oswald (Televisiefilm, 1978) - Ike Pappas
- When Every Day Was the Fourth of July (Televisiefilm, 1978) - Robert Najarian
- Dracula's Dog (1978) - Michael Drake/Graaf Dracula
- Alice Televisieserie - Ted (Afl., Mel's in a Family Way, 1978)
- The Pirate (Televisiefilm, 1978) - Generaal Eshnev
- The White Shadow Televisieserie - Rabbi (Afl., Little Orphan Abner, 1979)
- The Amazing Spider-Man Televisieserie - Kapitein Barbera (Afl. onbekend, 1978-1979)
- Love at First Bite (1979) - Gangster in lift
- Samurai (Televisiefilm, 1979) - Peter Lacey
- Survival of Dana (Televisiefilm, 1979) - Arnold
- The Onion Fields (1979) - Dist. Atty. Dino Fulgoni
- Little House on the Prairie Televisieserie - Jeremy Quinn (Afl., The Family Tree, 1979)
- Marciano (Televisiefilm, 1979) - Squeek Squalis
- Disaster on the Coastliner (Televisiefilm, 1979) - Tate
- Eischied Televisieserie - Rol onbekend (Afl., The Dancer, 1979)
- A Man Called Sloane Televisieserie - Worthington Pendergast (Afl., Architect of Evil, 1979)
- The Glove (1979) - Harry Iverson
- WKRP in Cincinnati Televisieserie - Ivan Popasonaviski (Afl., The Americanization of Ivan, 1980)
- Beyond Westworld Televisieserie - Ortiz, Aldo (Afl., The Lion, 1980)
- B.J. and the Bear Televisieserie - Rizzo (Afl., The Girls of Hollywood High, 1980)
- Charlie's Angels Televisieserie - Dr. Sousa (Afl., Three for the Money, 1980)
- The Last Word (1980) - Dobbs
- Phyl and Mikhy Televisieserie - Vladimir Gimenko (1980)
- Raise the Titanic (1980) - Munk
- High Noon, Part II: The Return of Will Kane (Televisiefilm, 1980) - Darold
- Graduation Day (1981) - Rector Guglione
- Nero Wolfe Televisieserie - Burt Tracten (Afl., The Blue Ribbon Hostage, 1981)
- Father Murphy Televisieserie - Rol onbekend (Afl., Father Murphy, 1981)
- Dead & Buried (1981) - Sam
- Insight Televisieserie - Rol onbekend (Afl., God's Guerillas, 1981)
- Maggie Televisieserie - Roy (Afl., Marriage Encounter, 1981)
- Father Murphy Televisieserie - Ned Adams (Afl., Will's Surprise, 1982)
- The Fall Guy Televisieserie - Rol onbekend (Afl., Ready, Aim, Die, 1982)
- WKRP in Cincinnati Televisieserie - Detective Alcorn (Afl., Circumstantial Evidence, 1982)
- One Day at a Time Televisieserie - Kolinsky (Afl., The Defector, 1982)
- T.J. Hooker Televisieserie - Nick (Afl., The Witness, 1982)
- Terror at Alcatraz (Televisiefilm, 1982) - Cabbie
- Laverne & Shirley Televisieserie - Rol onbekend (Afl., The Fashion Show, 1983)
- Cagney & Lacey Televisieserie - Joe (Afl., Chop Shop, 1983)
- The Fall Guy Televisieserie - Sid Dean (Afl., The Chase, 1983)
- The Jeffersons Televisieserie - Mr. Carlisle (Afl., True Confessions, 1983)
- One More Chance (1983) - Sam
- Cowboy (Televisiefilm, 1983) - Sheriff Grover
- Sweet 16 (1983) - George Martin
- Automan Televisieserie - Poolspeler (Afl., The Great Pretender, 1983, niet op aftiteling)
- The Fall Guy Televisieserie - Braden (Afl., Colt Breaks Out: Part 1 & 2, 1982|King of the Cowboys, 1984)
- Lottery! Televisieserie - Rol onbekend (Afl., Miami: Sharing, 1984)
- R.S.V.P. (Televisiefilm, 1984) - Rex
- The Cowboy and the Ballerina (Televisiefilm, 1984) - Valery
- Scarecrow and Mrs. King Televisieserie - Serdeych (Afl., We're Off to See the Wizard, 1985)
- Remo Williams: The Adventure Begins (1985) - Jim Wilson
- Rocky IV (1985) - Nicoli Koloff
- American Anthem (1986) - Coach Soranhoff
- Scarecrow and Mrs. King Televisieserie - Dursak (Afl., Need to Know, 1986)
- The Underachievers (1987) - Murphy
- Death House (1987) - Franco Moretti
- Airwolf Televisieserie - Dr. HäBler (Afl., On the Double, 1987)
- Cagney & Lacey Televisieserie - Detective Strego (Afl., You've Come a Long Way, Baby, 1987)
- St. Elsewhere Televisieserie - Rol onbekend (Afl., Weigh In, Way Out, 1987)
- Star Trek: The Next Generation Televisieserie - Karnas (Afl., Too Short a Season, 1988)
- The Highwayman Televisieserie - Rol onbekend (Afl., Send In the Clones, 1988)
- Halloween 4: The Return of Michael Myers (1988) - Dr. Hoffman
- Mighty Mouse, the New Adventures Televisieserie - The Cow/Additionele stemmen (6 afl., 1987-1988)
- Hollywood Hot Tubs 2: Educating Crystal (1990) - Professor Drewton
- Batman Televisieserie - Sewer King (Afl., The Underdwellers, 1992, stem)
- The Ren & Stimpy Show Televisieserie - George Liquor (Afl. onbekend, 1992-1993, stem)
- The Making of a Hollywood Madam (Televisiefilm, 1996) - Rol onbekend
- Dexter's Laboratory Televisieserie - Coach (Afl., Dexter Dodgeball/Dial M for Monkey: Rasslor/Dexter's Assistant, 1996, stem)
- Extreme Ghostbusters Televisieserie - Rol onbekend (Afl., In Your Dreams, 1997)
- The Goddamn George Liquor Program Televisieserie - George Liquor (1999, stem)
- A Day in the Life of Ranger Smith (Televisiefilm, 1999) - The Chief (Stem)
- Boo Boo Runs Wild (Televisiefilm, 1999) - The Chief (Stem)
- Tachyon: The Fringe (Computerspel, 2000) - Regisseur Atkins, additionele stemmen (Stem)
- Tourist Traps Televisieserie - Grappenmaker (2000-2002)
- Edge of Nowhere (2003) - Sheriff
- The Looking Glass (2003) - Frank
- Ren & Stimpy 'Adult Party Cartoon' Televisieserie - George Liquor (Afl., Man's Best Friend, 2003, stem)
- Behind the Mask (2003) - Verteller
- Chtonic (2008) - Rol onbekend
- Trim (2009) - Dimitri

- Biblioteca Nacional de España: XX1615173
- Bibliothèque nationale de France: cb14214248s (data)
- Gemeinsame Normdatei: 1105700534
- International Standard Name Identifier: 0000 0000 7793 6553
- Library of Congress Control Number: no2011150579
- SNAC: w6rw4r8t
- Virtual International Authority File: 120159604
- WorldCat: E39PBJtxhTvtX6rdj7CmP4HjYP